# IC 3431
IC 3431 ist eine Spiralgalaxie vom Hubble-Typ S im Sternbild Jungfrau am Nordsternhimmel. Sie ist schätzungsweise 784 Millionen Lichtjahre von der Milchstraße entfernt und hat einen Durchmesser von etwa 95.000 Lj.

Im selben Himmelsareal befinden sich u. a. die Galaxien NGC 4491, IC 3418, IC 3437, IC 3446.
Das Objekt wurde am 10. Mai 1904 von Royal Harwood Frost entdeckt.